# Roberto Baggio
Roberto Baggio (Caldogno, 18. veljače 1967.) – talijanski nogometaš.
Rođen je u Caldognu u pokrajini Veneto. Zanimao se za nogomet od rane mladosti. Kada je na jednoj utakmici postigao 6 golova, zapazio ga je skaut Vicenze, gdje je započeo profesionalnu karijeru 1982. godine u Serie C1. Igrao je za Fiorentinu od 1985. do 1990. godine, gdje je postigao kultni status i veliku popularnost kod navijača. Prešao je u Juventus 1990. godine, za tada rekordnih 19 milijuna dolara. Navijači Fiorentine napravili su nerede na ulicama Firence, u kojima je ozlijeđeno oko pedeset ljudi. Kada je u dresu Juventusa igrao protiv Fiorentine, odbio je pucati jedanaesterac i prilikom izlaska iz igre je poljubio fiorentinski ljubičasti šal te izjavio da je duboku u srcu privržen Fiorentini. 
U dresu Juventusa osvojio je Kup UEFE 1993. godine. Dao je dva gola u finalu. Postao je Fifin igrač godine i najbolji europski igrač godine. Osvojio je naslov talijanskog prvaka 1995. godine. Nakon toga prešao je u Milan iste godine na inicijativu Silvia Berlusconija. Ponovno je osvojio talijansko prvenstvo i time je postao prvi talijanski nogometaš koji je osvojio talijansko prvenstvo dvije godine zaredom s dva različita kluba. Kasnije je prešao u Bolognu pa u Inter. Tamo se sukobio s trenerom Intera Marcellom Lippijem pa je rijetko igrao. 
Od 2000. do kraja igračke karijere 2004. godine, igrao je za Bresciu. U prvih 8 utakmica sezone 2001./'02. godine, postigao je 9 golova. Tada se ozlijedio. U prvoj utakmici nakon oporavka, zabio je dva gola Fiorentini. Završio je karijeru 16. svibnja 2004. godine utakmicom protiv Milana. Trener ga je zamijenio u 88. minuti, kada je dobio pljesak 80 000 gledatelja. Njegov dres s brojem 10 umirovljen je u klubu Brescia. U talijanskoj ligi postigao je 208 golova, čime je postao 5. najbolji strijelac u povijesti lige, poslije Silvia Piole, Gunnara Nordahla, Giuseppe Meazze i Joséa Altafinija. Ukupno je postigao 318 golova. Jedini je Talijan koji je toliko postigao u posljednjih 50 godina i treći ukupno poslije Piole i Meazze.

## Reprezentativna karijera
Za talijansku nogometnu reprezentaciju igrao je od 1988. do 2004. godine. U 56 nastupa postigao je 27 golova, čime je postao 4. najbolji strijelac reprezentacije. Jedini je Talijan koji je postigao gol na 3 svjetska prvenstva. Dao je ukupno 9 i time dijeli 1. mjesto najboljeg talijanskog strijelca na svjetskim prvenstvima zajedno s Christianom Vierijem i Paolom Rossijem. Na Svjetskom prvenstvu 1990. godine na kojem su Talijani bili domaćini, uglavnom je bio rezerva, ali je svejedno pokazao svoj talent. Postigao je jedan od najljepših golova tog prvenstva u utakmici protiv Čehoslovačke. Pucao je jedanaesterce za reprezentaciju, ali je u utakmici za 3. mjesto, to prepustio Salvatoreu Schillaciju, koji je na taj način postao najbolji strijelac tog svjetskog prvenstva, a Italija je bila treća. 
Na Svjetskom prvenstvu 1994. godine u SAD-u, odlično je igrao u završnom dijelu natjecanja. U osmini finala, četvrtfinalu i polufinalu dao je ukupno 5 golova. U finalu protiv Brazila nije bio posve spreman, mučila ga je ozljeda. Utakmica je odlučena izvođenjem jedanaesteraca. Promašio je posljednji jedanaesterac i tako je Brazil osvojio naslov svjetskih prvaka. Uz njega jedanaesterce za Italiju promašili su i Franco Baresi i Danielle Massaro. Baggio je bio treći strijelac prvenstva i jedan od najboljih igrača na prvenstvu.
Na Svjetskom prvenstvu 1998. godine u Francuskoj, postigao je 2 gola. Italija je ispala u četvrfinalu od kasnijih pobjednika Francuza. Talijanski izbornik Cesare Maldini bio je kritiziran što Baggio u toj utakmici nije igrao od prve minute i kasnije se ispričao Baggiju. Nakon toga nije više nastupao na europskim i svjetskim prvenstvima, zbog ozljeda. 
Dobio je brojne nagrade u karijeri. Prilikom 100. godina FIFE, 2004. godine u izboru Peléa, nalazi se na popisu 100. najboljih nogometaša u povijesti nogometa. Odgojen je u katoličkoj vjeri, kasnije je prešao na budizam.